# Tom Van den Bosch (basketballer)
Tom Van den Bosch (9 november 1984) is een Belgisch basketbalcoach en voormalig basketballer.

## Carrière
Van den Bosch speelde in de jeugd van Draken Deurne BBC waar hij uiteindelijk doorgroeide naar de eerste ploeg. Hij speelde een seizoen voor BBC Willebroek voordat hij zich aansloot bij Bloks Houtem waar hij ook een seizoen speelde. Van 2004 tot 2005 speelde hij voor tweedeklasser Boom BC. In 2005 ging hij spelen voor eersteklasser Scarlet Vilvoorde. Hij verliet de club alweer na een seizoen en keerde terug naar Boom BC.
Tussen 2007 en 2012 speelde hij vijf jaar voor Fellows Ekeren BBC. In 2012 verliet hij de club en ging spelen voor BBC Turuka'90. Na nog een laatste seizoen voor de Sint-Niklase Condors stopte hij als basketballer. Hij werd het seizoen erop coach van Fellows Ekeren BBC, hij leidde de club van eerste provenciale naar de tweede klasse. In 2019 verliet hij de club en tekende bij KBBC T&T Turnhout uit 1ste landelijke. Naast basketballer en coach was hij van 2008 tot 2020 leerkracht.
In 2020 werd hij hoofdcoach van tweedeklasser Gembo Borgerhout waar hij twee seizoenen hoofdcoach was. In 2020 werd hij ook coach aan de Topsportschool in Wilrijk als vervanger van Olivier Foucart. Voor het seizoen 2024/25 werd hij assistent-coach bij de Leuven Bears. Na een seizoen verliet hij de club en tekende bij de Antwerp Giants waar hij assistent-coach werd en jeugdcoach.

## Privéleven
Van den Bosch heeft een relatie met basketbalster Antonia Delaere.